# Eholfing
Eholfing ist ein Gemeindeteil des Marktes Ruhstorf an der Rott im niederbayerischen Landkreis Passau. Bis 1972 bildete es eine selbstständige Gemeinde.

## Lage
Das Kirchdorf Eholfing liegt im Rottal über zwei Kilometer nordöstlich von Ruhstorf an der Staatsstraße 2619, die Ruhstorf mit Sulzbach am Inn verbindet.

## Geschichte

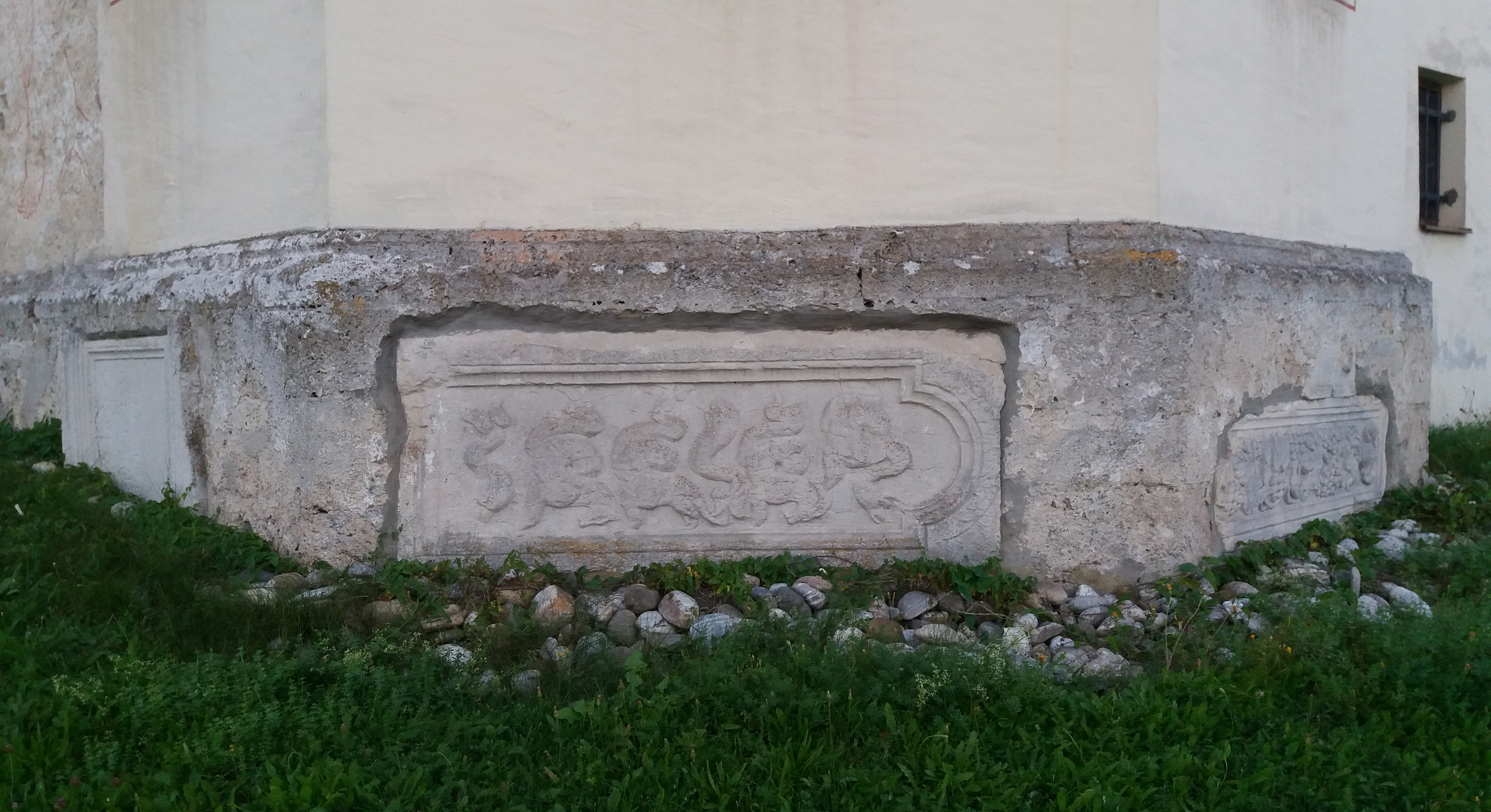
Drei römische Grabsteine am Sockel der Filialkirche St. Vitus

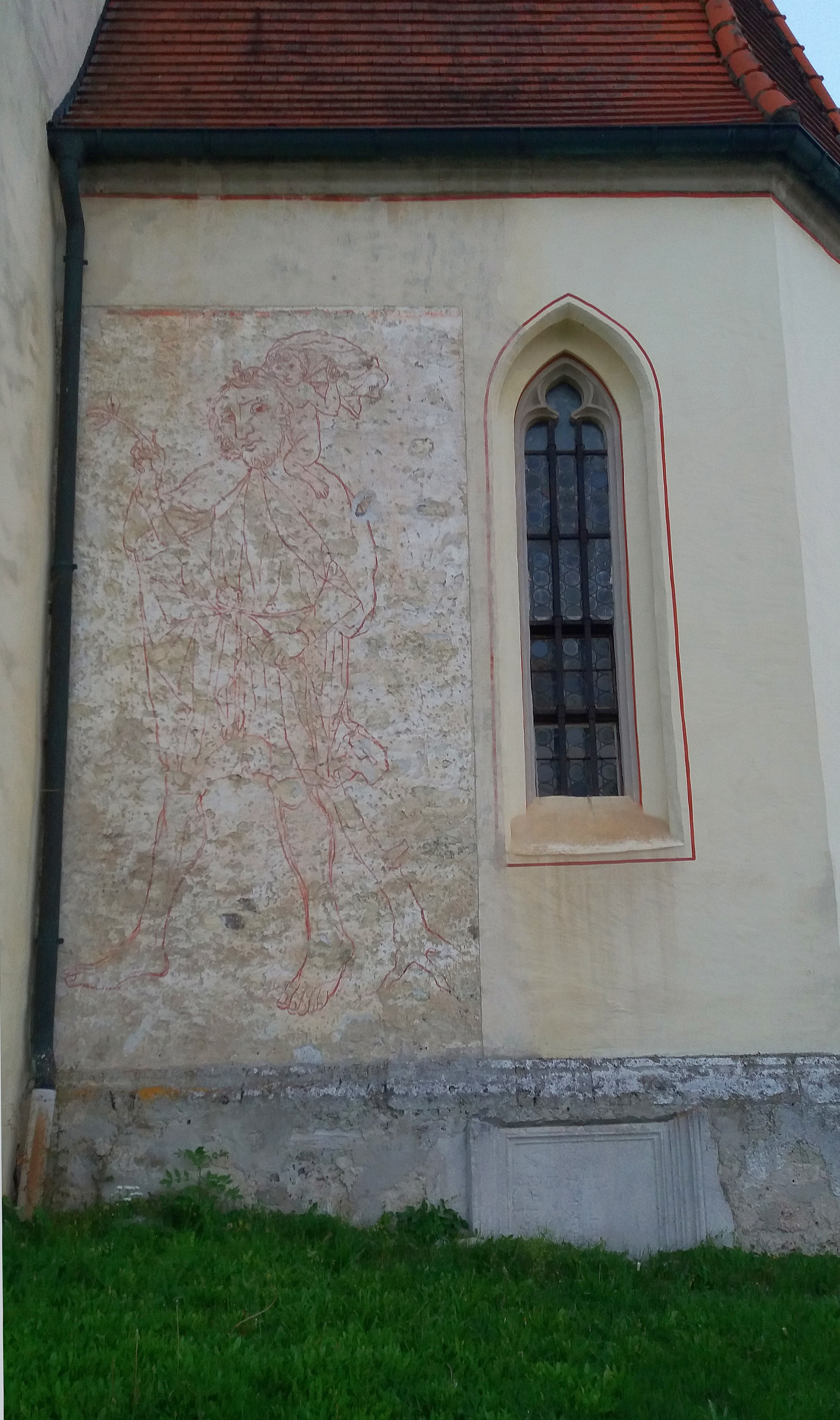
Christophorus-Wandbild an der Filialkirche St. Vitus, am Sockel einer der römischen Grabsteine

Grabsteine an der Filialkirche St. Vitus zeugen von römischer Besiedelung. Vermutlich entstand der Ort zur Zeit der bajuwarischen Landnahme. Eholfing ist unter Herzog Tassilo III. zwischen 770 und 781 bereits erwähnt. Eine von einem Menighart 791/796 gestiftete Kapelle ist wahrscheinlich Eholfing. Das Geschlecht der Eholfinger gehörte zu den Gefolgsleuten der Grafen von Formbach, die möglicherweise in Eholfing einen zweiten Amtssitz hatten. Um die Mitte des 11. Jahrhunderts wird erstmals eine Kirche in Eholfing erwähnt, für die Graf Thiemo pfarrliche Rechte von Bischof Egilbert von Passau erwarb. Vor 1096 übergab Graf Ulrich von Windberg die Kirche von Eholvingum dem Kloster Vornbach. Im 12. Jahrhundert erscheinen zahlreiche Zeugen in den Traditionen von Kloster Vornbach, die sich nach Eholfing benennen. Um 1206 übergab Reinhard von Eholfing dem Kloster drei Wiesen.
Eholfing bildete im Konskriptionsjahr 1752 eine Obmannschaft und unterstand dem Amt Hartkirchen des Landgerichtes Griesbach. Die Klöster Aldersbach und Vornbach waren die bedeutendsten Grundherren.
Die Gemeinde Eholfing ging 1818 aus dem 1811 formierten Steuerdistrikt Sulzbach hervor. Sie gehörte zunächst zum Landgericht Griesbach und kam 1838 zum neu gebildeten Landgericht Passau II. Sie umfasste 1824 die Ortschaften Aiching, Asenham, Berging, Eholfing, Euling, Heigerting und Zeintlmühle, 1952 waren noch Liegharting und Schindelwöhr dazugekommen. 1958 wurde die Schreibweise des Gemeindeteils Aiching in „Eiching“ geändert. Im Zuge der Gebietsreform in Bayern wurde die Gemeinde Eholfing mit Wirkung vom 1. Juli 1972 in die Gemeinde Ruhstorf an der Rott eingegliedert. Dabei wurde der Gemeindeteilname Heigerting in „Heigerding“ geändert. Heute hat Eholfing etwa 200 Einwohner.

## Sehenswürdigkeiten
- Filialkirche St. Vitus. Der spätgotische Bau aus dem 15. Jahrhundert enthält unter anderem ein monumentales Christophorus-Wandbild, einen Flügelaltar, figürliche Glasfenster sowie mehrere Figuren aus der Zeit um 1470 bis 1480. In die Außenmauer des Chores sind Reste römischer Grabsteine mit Symbolen des ewigen Lebens eingemauert, darunter der Grabaltar der Lollia Attica;[1] ferner wurde 1985 unter dem Altar der Kirche ein römischer Meilenstein ohne Inschrift gefunden.[2]

## Vereine
- Schützengesellschaft Eholfing e.V.
- Rockclub Eholfing
- Freiwillige Feuerwehr Eholfing
- Soldaten- und Kriegerverein Sulzbach-Eholfing
- Katholischer Frauenbund Sulzbach/Eholfing